# Лешукова, Светлана Юрьевна
Светла́на Ю́рьевна Лешуко́ва (в замужестве — Сосно́вская, род. 7 июня 1974, Свердловск) — российская пловчиха, участница Олимпийских игр. Мастер спорта России международного класса.

## Карьера
На Олимпийских играх 1992 года в эстафете 4×100 метров вольным стилем в составе Объединённой команды заняла 4-е место. На следующих Играх в той же эстафете стала первой в полуфинале, но сборная России была дисквалифицирована в финале.
Двукратная бронзовая призёрша чемпионата Европы в эстафете 4×100 метров вольным стилем — в 1993 и 1997 году.

## Образование
Окончила училище олимпийского резерва № 1 в Екатеринбурге и в 1997 году окончила Уральскую государственную академию физической культуры.